# Manjeshwara
Manjeshwara är en ort i Indien.   Den ligger i distriktet Kāsaragod District och delstaten Kerala, i den södra delen av landet, 1 800 km söder om huvudstaden New Delhi. Manjeshwara ligger 11 meter över havet och antalet invånare är 8 927.
Terrängen runt Manjeshwara är platt. Havet är nära Manjeshwara åt sydväst. Runt Manjeshwara är det tätbefolkat, med 636 invånare per kvadratkilometer. Närmaste större samhälle är Ullal, 10,7 km norr om Manjeshwara. Omgivningarna runt Manjeshwara är en mosaik av jordbruksmark och naturlig växtlighet.